# Theme Hospital
Theme Hospital (локализована как «Частная клиника» или «Психушка») — экономический симулятор, созданный компанией Bullfrog Productions и выпущенный в продажу Electronic Arts в 1997 году. Задача игрока — создать больницу и управлять ею. Как и большинство других игр от Bullfrog, Theme Hospital содержит в себе изрядную дозу эксцентричного юмора. Игра является тематической наследницей другой игры от Bullfrog, Theme Park.

## Обзор
Действие игры разворачивается в больнице. От игрока требуется создать условия для привлечения пациентов (у которых довольно забавные недуги, болезни и заразы). В игре присутствует доля чёрного юмора. Несмотря на то, что игра зависит от того, как будет себя вести персонал больницы, игрок не может управлять ими напрямую. У игрока, впрочем, есть возможность подбора любого сотрудника в штат больницы и свобода их перемещения по зданию. Сильно надоедливых пациентов можно прогнать из больницы (скандалистов — чтобы не мешали нормальной работе, и пациентов при смерти — чтобы не портили статистику).
Все уровни начинаются с пустого здания больницы, в котором игрок должен продумать размещение кабинетов и обстановки. Каждый уровень имеет определённые условия, которые игрок должен выполнить для перехода на следующий уровень. Игрок может проиграть, если потеряет все деньги или слишком много пациентов.
Игрок приобретает и размещает в больнице различные кабинеты и оборудование, нанимает докторов, медсестёр, уборщиков и секретарш. Некоторые комнаты жизненно необходимы для работоспособности больницы, это — кабинеты для консультаций, комнаты для работников и туалеты, тогда как другие не являются обязательными (например, кабинеты общей диагностики, сканирования, рентгена). Некоторые комнаты предназначены для лечения определённых болезней, и некоторые устройства требуют постоянного ухода, иначе они придут в негодность.
Пациентов привлекает отчасти репутация больницы и цена лечения. Диагноз и лечение больных даёт не только приток финансов больнице, но и являются необходимыми действиями для выполнения условий уровня. Все болезни в игре вымышленные и несут на себе отпечаток «чёрного юмора»; здесь есть раздутая голова, невидимость, длинный язык, необычная простуда, и другие. Так как не все болезни являются известными, больнице необходимы кабинеты и оборудование для их изучения. Более продвинутые уровни игры включают в себя эпидемии, где игроку необходимо её остановить, путём излечения заражённых пациентов и вакцинации других. Есть также моменты, где некоторым пациентам необходимо экстренно оказать помощь за определённый период времени. И существуют землетрясения, повреждающие оборудование.
По окончании каждого года игроку предоставляются награды за управление больницей.

### Штат
Успех любой больницы зависит от найма хорошо обученных работников, которые подразделяются на четыре вида: доктора, медсёстры, уборщики и секретарши. Все доктора и уборщики — мужчины, тогда как все медсёстры и секретарши — женщины.
Как и следует ожидать, доктора требуют более высокую зарплату, чем другие работники, но они также играют и бо́льшую роль: могут ставить диагноз и лечить болезни, могут изучать новые болезни и оборудование и могут обучать других докторов. Доктора могут иметь специализацию в  психиатрии, хирургии и исследовании (или любой комбинации из этих трёх), и, соответственно, если они обучают нового доктора, обучать будут своей специализации. Медсёстры работают в аптеках, в комнатах для снятия гипса и в палатах. Уборщики содержат больницу в чистом состоянии, ремонтируют оборудование и поливают растения.
На работников больницы влияют усталость и жара, и для того, чтобы персонал оставался довольным, необходимо следить за условиями их труда. Комнаты для работников позволяют им отдохнуть во время рабочего дня, а проблема холода решается установлением необходимого количества радиаторов. Перерабатывающие работники зачастую требуют повышения зарплаты под угрозой увольнения.

## Порт на PlayStation
Игра была успешно портирована на PlayStation, но с уменьшением разрешения. Игра может быть сохранена в любой момент.

## Разное
В заставке к игре можно увидеть действующих персонажей игр Bullfrog Productions, ожидающих срочной медицинской помощи — агента из Syndicate, сидящего в очереди, и Рогатого Потрошителя из Dungeon Keeper, раненного стрелой в голову. Кроме того, врачи во время отдыха играют на приставке в Dungeon Keeper.
Названия соперников — владельцев конкурирующих фирм — являются названиями суперкомпьютеров из научной фантастики — HAL 9000, Multivac, Deep Thought, Holly и так далее.

## Оценки
| Русскоязычные издания | Русскоязычные издания |
| Издание               | Оценка                |
| --------------------- | --------------------- |
| Game.EXE              | 89 %                  |